# Estola nebulosa
Estola nebulosa är en skalbaggsart som beskrevs av Stefan von Breuning 1940. Estola nebulosa ingår i släktet Estola och familjen långhorningar. Inga underarter finns listade i Catalogue of Life.